# Холл, Джефф
Дже́ффри Джеймс Холл (англ. Jeffrey James Hall; 7 сентября 1929, Сканторп — 4 апреля 1959, Бирмингем), более известный как Джефф Холл (англ. Jeff Hall) — английский футболист, правый крайний защитник. Всю свою карьеру провёл в клубе «Бирмингем Сити». Также выступал за сборную Англии.
После его смерти в возрасте 29 лет от полиомиелита в Великобритании началась общенациональная кампания с требованием расширения вакцинации от этой вирусной инфекции.

## Клубная карьера
Родился в Сканторпе (графство Линкольншир). После окончания школы в 1945 году выступал за ряд юношеских футбольных команд, включая «Уилсден», после чего стал игроком клуба Футбольной лиги «Брэдфорд Парк Авеню», однако в основном составе этой команды так и не сыграл. Во время прохождения военной службы в Корпусе королевских инженеров-электриков и механиков (REME) играл за армейскую футбольную команду в роли правого флангового хавбека. Там его заметил главный скаут клуба «Бирмингем Сити Уолтер Тейлор, который также обнаружил таких игроков как Гил Меррик, Тревор Смит и Кен Грин. В мае 1950 года Холл подписал профессиональный контракт с «Бирмингем Сити».
Выступая за резервную команду «Бирмингем Сити», Холл сменил свою основную позицию на поле с правого хавбека на правого крайнего защитника. В январе 1951 года дебютировал в основном составе «Бирмингем Сити», однако регулярным игроком основы стал только в 1953 году. В сезоне 1954/55 помог команде выиграть Второй дивизион. В сезоне 1955/56 «Бирмингем Сити» занял шестое место в Первом дивизионе (наивысшая позиция команды в истории выступлений в высшем дивизионе чемпионата Англии) и добрался до финала Кубка Англии, в котором уступил клубу «Манчестер Сити».

## Карьера в сборной
23 марта 1955 года Холл сыграл за вторую сборную Англии в матче против второй сборной ФРГ.
2 октября 1955 года дебютировал за главную сборную Англии в товарищеском матче против сборной Дании. Он не пропустил ни одного из 16 последующих матчей сборной Англии до октября 1957 года, после чего основным правым защитником англичан стал Дон Хау из «Вест Бромвич Альбион». В общей сложности он провёл за сборную Англии 17 матчей, проиграв только в одном из них. Сформировал надёжную связку в обороне с левым защитником Роджером Берном из «Манчестер Юнайтед».

### Список матчей за сборную Англии
| №  | Дата            | Стадион                          | Соперник          | Результат | Турнир                      |
| -- | --------------- | -------------------------------- | ----------------- | --------- | --------------------------- |
| 1  | 2 октября 1955  | «Паркен», Копенгаген             | Дания             | 5:1       | Товарищеский матч           |
| 2  | 22 октября 1955 | «Ниниан Парк», Кардифф           | Уэльс             | 1:2       | Домашний чемпионат 1955/56  |
| 3  | 2 ноября 1955   | «Уэмбли», Лондон                 | Северная Ирландия | 3:0       | Домашний чемпионат 1955/56  |
| 4  | 30 ноября 1955  | «Уэмбли», Лондон                 | Испания           | 4:1       | Товарищеский матч           |
| 5  | 14 апреля 1956  | «Хэмпден Парк», Глазго           | Шотландия         | 1:1       | Домашний чемпионат 1955/56  |
| 6  | 9 мая 1956      | «Уэмбли», Лондон                 | Бразилия          | 4:2       | Товарищеский матч           |
| 7  | 16 мая 1956     | «Росунда», Стокгольм             | Швеция            | 0:0       | Товарищеский матч           |
| 8  | 20 мая 1956     | «Олимпийский стадион», Хельсинки | Финляндия         | 5:1       | Товарищеский матч           |
| 9  | 26 мая 1956     | «Олимпийский стадион», Берлин    | ФРГ               | 3:1       | Товарищеский матч           |
| 10 | 6 октября 1956  | «Уиндзор Парк», Белфаст          | Северная Ирландия | 1:1       | Домашний чемпионат 1956/57  |
| 11 | 14 ноября 1956  | «Уэмбли», Лондон                 | Уэльс             | 3:1       | Домашний чемпионат 1956/57  |
| 12 | 28 ноября 1956  | «Уэмбли», Лондон                 | Югославия         | 3:0       | Товарищеский матч           |
| 13 | 5 декабря 1956  | «Молинью», Вулвергемптон         | Дания             | 5:2       | Отборочный турнир к ЧМ-1958 |
| 14 | 6 апреля 1957   | «Уэмбли», Лондон                 | Шотландия         | 2:1       | Домашний чемпионат 1956/57  |
| 15 | 8 мая 1957      | «Уэмбли», Лондон                 | Ирландия          | 5:1       | Отборочный турнир к ЧМ-1958 |
| 16 | 15 мая 1957     | «Паркен», Копенгаген             | Дания             | 4:1       | Отборочный турнир к ЧМ-1958 |
| 17 | 19 мая 1957     | «Далимаунт Парк», Дублин         | Ирландия          | 1:1       | Отборочный турнир к ЧМ-1958 |

Итого: 17 матчей / 0 голов; 12 побед, 4 ничьи, 1 поражение

## Болезнь и смерть
Свой последний матч за «Бирмингем Сити» Холл провёл 21 марта 1959 года: это была выездная игра против «Портсмута». Через два дня заболел и был госпитализирован. У него был обнаружен полиомиелит. В течение последующих двенадцати дней его самочувствие ухудшалось: он был парализован, потерял способность говорить, а 4 апреля скончался в возрасте 29 лет.

## Вакцинация от полиомиелита в Великобритании
После его смерти в возрасте 29 лет от полиомиелита в Великобритании началась общенациональная кампания с требованием расширения вакцинации от этой вирусной инфекции. Несмотря на то, что к тому моменту уже была доступна вакцина Солка, темпы вакцинации были низкими. После того, как вдова Джеффа выступила по телевидению и рассказала о смерти молодого футболиста, спрос на вакцину от полиомиелита сильно вырос (исчисляясь миллионами доз). Пришлось организовывать дополнительные поставки вакцины из США. Школьники целыми классами шли в клиники, где им давали вакцину Солка — кусок сахара, пропитанный инактивированной вакциной.

## Память
В 1959 году клуб «Бирмингем Сити» установил мемориальные часы в память о Холле на стадионе «Сент-Эндрюс». Эти часы не сохранились после реконструкции стадиона в середине 1990-х. В сентябре 2008 году, к 50-летию с даты смерти Джеффа, на стадионе были установлены новые часы в память о Холле. Их торжественно презентовали одноклубники Холла Алекс Гован и Гил Меррик. После критики со стороны болельщиков было решено заменить эти мемориальные часы, увеличив их размер с 3 по 5 футов в диаметре. Они расположены над главной трибуной «Сент-Эндрюс».

## Достижения
Бирмингем Сити
- Чемпион Второго дивизиона: 1954/55
- Финалист Кубка Англии: 1956

Сборная Англии
- Победитель Домашнего чемпионата Великобритании: 1955/56 (разделённый титул), 1956/57